# Мелешковичи (Гомельская область)
Меле́шковичи (транслит.: Mialieškavičy; бел. Мяле́шкавічы) — агрогородок (до 2018 г. — деревня) в Мозырском районе Гомельской области Республики Беларусь. В составе Каменского сельсовета.

## География

### Расположение
В 33 км на юго-запад от Мозыря, 162 км от Гомеля, 18 км от железнодорожной станции Козенки (на линии Калинковичи — Овруч).

### Гидрография
Рядом мелиоративные каналы.

## Транспортная сеть
На автодороге Мозырь — Махновичи. Планировка состоит из 2 разделённых автодорогой частей: западной (прямолинейная улица, раздвоенная на севере и ориентированная с юго-востока на северо-запад) и восточной (прямолинейная улица, близкая к меридиональной ориентации с 2 переулками, которые присоединяются с запада). Застройка двусторонняя, деревянная, усадебного типа.

## История
По письменным источникам известна с 1432 года как маленькое село в Великом княжестве Литовском. В XVI веке деревня на дороге Мозырь — Туров, собственность церкви. По материалам метрики короля Сигизмунда II Августа в 1568 году село, 14 служб, в Мозырской волости. Обозначена на карте Минского воеводства конца XVII — начала XVIII века.
После 2-го раздела Речи Посполитой (1793 год) в составе Российской империи. В 1795 году действовала Рождества-Богородицкая церковь (сохранялись метрические книги с 1799 года). В 1820—1830 годах действовало поташное производство. Через село проходил тракт из Мозыря в Пинск. В 1869 году вместо обветшавшего построено новое здание церкви. В 1863 году открыто народное училище, которое размещалось в наёмном крестьянском доме, а в 1897 году для него построено собственное здание. Помещик Шапелер владел здесь в 1874 году 22 706 десятинами земли и мельницей. Большим земельным участком владела в 1880-е годы графиня Е. Л. Игнатьева. В 1885 году работала спичечная фабрика. Была центром волости, в которую в 1886 году входили 11 сёл с 226 дворами. Согласно переписи 1897 года действовали церковь, молитвенный дом, народное училище, хлебозапасный магазин, конная мельница, трактир. Имелось отделение почтовой связи. В 1909 году открыт фельдшерско—акушерский пункт. Функционировали почтовое отделение, сберегательная касса, государственная монопольная лавка по продаже спиртных напитков. Действовали паровая мельница, крупорушка, шерсточесалка, было производство по выделке кож. В июне 1920 года деревня была ограблена и сожжена польскими легионерами.
С 20 августа 1924 года до 6 февраля 1964 года центр Мелешкевичского сельсовета Мозырского, с 5 октября 1926 года Слободского, с 4 августа 1927 года Каралинского, с 5 февраля 1931 года Ельского, с 3 июля 1939 года Мозырского районов Мозырского (до 26 июля 1930 года и с 21 июня 1935 года по 20 февраля 1938 года) округа, с 20 февраля 1938 года Полесской, с 8 января 1954 года Гомельской областей.
В 1928 году ЦИК Беларуси за активное участие в гражданской войне и восстановлении народного хозяйства наградил деревню орденом Трудового Красного Знамени БССР. В 1930 году организован колхоз «Пролетарий», работали шерсточесальня, кузница, паровая мельница, круподёрка. Во время Великой Отечественной войны в марте 1943 года оккупанты полностью сожгли деревню и убили 80 жителей. Свыше 300 жителей Мелешкович являлись участниками Великой Отечественной войны. В августе 1941 года начал действовать Мозырский партизанский отряд в рядах которого сражались 15 жителей деревни. Осенью того же года отряд был разгромлен, многие его бойцы погибли. В боях около деревни погибли 17 советских солдат и партизан (похоронены в братской могиле на кладбище). С фронтов войны не вернулись 155 жителей. В 1960 году колхоз «Пролетарий» вошел в состав совхоза «Мозырский», с 1964 года — совхоза «Каменка». В 1989 году Мелешковичи стали центром вновь созданного совхоза «Красное Знамя», в 2005 вошёл в состав «Мозырской Овощной Фабрики» д. Каменка. Действуют средняя школа, больница, клуб, библиотека, аптека, 3 магазина, отделение связи, детский сад, лесничество, подсобное хозяйство Мозырской трикотажной фабрики имени Н. К. Крупской.
1 марта 2018 года деревня Мелешковичи преобразована в агрогородок.

## Население

### Численность
- 2021 год — 467 жителей.

### Динамика
- 1795 год — 95 дворов, 620 жителей.
- 1866 год — 749 жителей.
- 1885 год — 860 жителей.
- 1897 год — 292 двора (согласно переписи).
- 1909 год — 231 двор, 1730 жителей.
- 1917 год — 228 хозяйств, 1282 жителя (1216 белорусов, 58 евреев, 6 поляков)
- 1940 год — 252 двора, 860 жителей.
- 1959 год — 970 жителей (согласно переписи).
- 2004 год — 223 хозяйства, 574 жителя.
- 2021 год — 467 жителей[3].

## Культура
- Дом культуры
- Музей ГУО "Мелешковичская средняя школа Мозырского района"

## Достопримечательность
- Братская могила[4]. Памятник воинской славы
- Памятный знак жителям Мелешковичей, погибшим в годы Великой Отечественной войны. Установлен а центре агрогородка в 2018 году.

## Известные уроженцы
- А. Л. Жильский — командир Мозырской партизанской бригады имени Александра Невского.